# Задача Ситникова

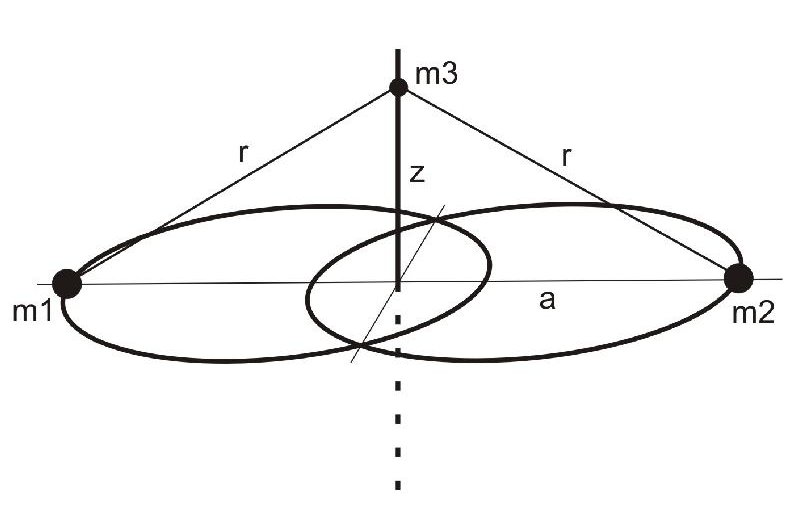
Конфігурація тіл у задачі Ситникова

Задача Ситникова — варіант задачи трьох тіл, названий на честь радянського математика Кирила Олександровича Ситникова, що стосується руху трьох тіл під впливом взаємного гравітаційного тяжіння. Окремий випадок завдання Ситникова розглянув у 1911 році американський учений Вільям МакМіллан, але в сучасному сенсі задача була досліджена Ситниковим у 1961 році.

## Визначення
Система складається з двох головних тіл із однаковою масою {\displaystyle \left(m_{1}=m_{2}={\tfrac {m}{2}}\right)}, що рухаються по круговій або еліптичній кеплеровій орбіті навколо загального центру мас. Третє тіло значно менше головних тіл, його масу можна вважати нульовою {\displaystyle (m_{3}=0)}, воно рухається під дією головних тіл по осі z, перпендикулярній площині орбіти головних тіл. Початок координат системи знаходиться у центрі мас. Сумарна маса головних тіл {\displaystyle m=1}, орбітальний період дорівнює {\displaystyle 2\pi }, велика піввісь орбіти головних тіл {\displaystyle a=1} . Гравітаційна стала у вибраній системі одиниць дорівнює 1.

## Рівняння руху
Для отримання рівнянь руху у разі кругових орбіт головних тіл використовуємо вираз для повної енергії {\displaystyle \,E}:
{\displaystyle E={\frac {1}{2}}\left({\frac {dz}{dt}}\right)^{2}-{\frac {1}{r}}.}
Після диференціювання за часом рівняння має вигляд
{\displaystyle {\frac {d^{2}z}{dt^{2}}}=-{\frac {z}{r^{3}}}.}
Також справедлива рівність
{\displaystyle r^{2}=a^{2}+z^{2}=1+z^{2}.}
Отже, рівняння руху представимо у вигляді
{\displaystyle {\frac {d^{2}z}{dt^{2}}}=-{\frac {z}{\left({\sqrt {1+z^{2}}}\right)^{3}}},}
який визначає точно розв'язувану систему, оскільки вона має лише один ступінь свободи і допускає інтеграл руху - енергію.
Якщо ж головні тіла рухаються еліптичними орбітами, то рівняння руху має вигляд
{\displaystyle {\frac {d^{2}z}{dt^{2}}}=-{\frac {z}{\left({\sqrt {\rho (t)^{2}+z^{2}}}\right)^{3}}},}
де {\displaystyle \rho (t)=\rho (t+2\pi )} - відстань від головного тіла до загального центру мас. У такому випадку система є хаотичною.

## Значення
Хоча майже неможливо в реальності виявити або створити таку систему трьох небесних тіл, яка розглядається в задачі Ситникова, все ж таки задача має важливе значення, бо дозволяє дослідити різні характеристики хаотичних систем.